# Samuel de Lestapis
Pour les autres membres de la famille, voir Famille de Lestapis.
Samuel de Lestapis est un homme politique français né le 27 août 1898 à Rouen (Seine-Inférieure) et mort le 2 juillet 1945 à Mont, dans les Basses-Pyrénées.

## Famille
La famille de Lestapis est une famille d'ancienne et moyenne aristocratie originaire du Béarn. Elle est issue de Jacob de Lestapis (1601-1674), jurat de Mont, dans l'actuel département des Pyrénées-Atlantiques. Pierre de Lestapis (1665-1696), était notaire royal à Mont. Pierre de Lestapis (1713-1802), était procureur au Parlement de Navarre. Adrien Pierre de Lestapis (1780-1852) était négociant-armateur à Bordeaux.

## Biographie
Né en Normandie, petit-neveu de Paul-Jules-Sévère de Lestapis, Samuel de Lestapis est issu d'une ancienne famille de militaires[réf. nécessaire] béarnais. Il contracte à 15 ans la poliomyélite et demeure invalide. Malgré ceci, il se marie le 9 juin 1925 avec Gabrielle du Cheyron du Pavillon et sera père de quatre enfants, Madeleine, Renée, Samuel et Colette.  Il effectue sa carrière professionnelle dans le monde agricole, devenant directeur général de la Société des agriculteurs de France, conseiller du commerce extérieur, membre du Conseil européen de la mutualité, membre de la Chambre d'agriculture, président du Syndicat des agriculteurs des Basses-Pyrénées, de la Caisse régionale de secours mutuel agricole, de la Caisse mutuelle d'allocations agricoles de Basses-Pyrénées, de la Coopérative du blé du bassin de l'Adour, et fondateur de la Maison du paysan de Pau.
Fort de cette remarquable implantation professionnelle, il entre en politique en 1935, en profitant de l'élection au Sénat du député démocrate populaire Auguste Champetier de Ribes. Il se porte candidat et bat au second tour un candidat radical. Réélu en 1936, il siège à l'Alliance des républicains de gauche et des radicaux indépendants, le nouveau groupe parlementaire unifié de l'Alliance démocratique. À la Chambre des députés, il intervient essentiellement, de façon logique, sur les questions agricoles.
Il vote, le 10 juillet 1940, en faveur de la remise des pleins pouvoirs au Maréchal Pétain et décède peu de temps après la Libération du territoire.